# 3. nordlige breddekreds
Den 3. nordlige breddekreds (eller 3 grader nordlig bredde) er en breddekreds, der ligger 3 grader nord for ækvator. Den løber gennem Atlanterhavet, Afrika, det Indiske Ocean, Sydøstasien, Stillehavet og Sydamerika.